# انجمن مقدس ملی اصفهان
انجمن مقدس ملی اصفهان (۱۳۲۴–۱۳۲۶) اصلی‌ترین نهاد سیاسی و تصمیم‌گیری شهر اصفهان در دوره مشروطه اول بوده‌است. اعضای این شورا با انتخاب مردم اصفهان به شورا راه پیدا کردند و نورالله نجفی اصفهانی ریاست این شورا را بر عهده داشته‌است. این انجمن بین سال‌های ۱۳۲۴ تا ۱۳۲۶ هجری قمری یعنی از مهاجرت قم تا به توپ بستن مجلس در محل چهلستون اصفهان تشکیل شده‌است.

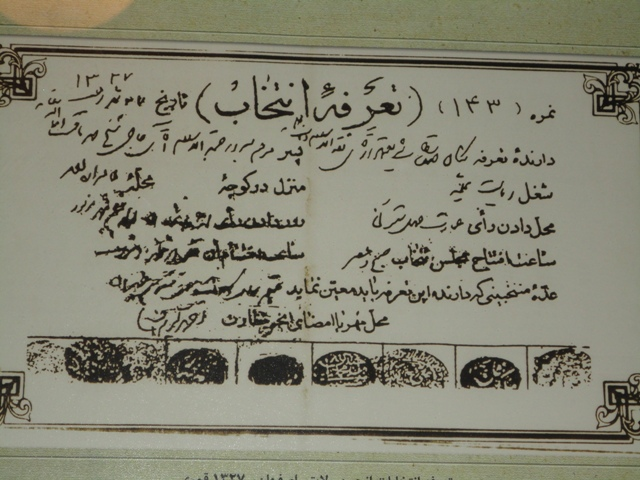
تعرفه انتخابات انجمن مقدس ملی اصفهان

## پیشینه و تأسیس
به دنبال نهضت مشروطیت ایران، مردم اصفهان توانستند با پیگیری اعتراضات و تجمعات خود به رهبری آقا نجفی اصفهانی حاکم قجری اصفهان ظل السلطان را از این شهر اخراج کنند.
بعد از آن اداره شهر اصفهان بر عهده انجمن مقدس ملی بود که اعضای آن با انتخابات آزاد توسط خود مردم انتخاب شدند.

## اعضا
اعضای انجمن مقدس ملی اصفهان عبارت بودند از:
- حاج آقا نورالله نجفی اصفهانی، سید ابوالقاسم زنجانی، شیخ مرتضی ریزی از انتخابات صنفی علما
- محمد ابراهیم ملک التجار و محمدحسین کازرونی از انتخابات صنف تجار
- حسن بنکدار و محمود بنکدار از انتخابات طبقه اصناف
- میرزا محمد علی کلباسی و سید حسن مدرس از انتخابات صنف طلاب[۵]
- میرزا علی اکبر شیخ الاسلام [۶] [۷]

## اقدامات
ازجمله ویژگی‌های انجمن اصفهان و اقدامات مهم روحانیون مؤسس آن، می‌توان به امور ذیل اشاره نمود:بسیج گسترده و بی نظیر مردم در جهت حمایت از اهداف نهضت مشروطیت، تأسیس و استقرار ده‌ها انجمن سیاسی و انجمن‌های متعدد ایالتی و ولایتی، تلاش در زمینه پاسخگو بودن مسؤولان و متصدیان امور در قبال مردم و تعمیم روحیه پرسشگری منطقی در مردم، انجام اقداماتی مثمرثمر در اصلاح امور نظامی، مالی، تجاری منطقه، ارائه خدمات رفاهی و اقتصادی و تلاش در جهت استقرار مؤسسات اجتماعی جدید چون بانک و مدارس جدید؛ لذا می‌توان مدعی شد که انجمن اصفهان نسبت به کارنامه سایر انجمن‌های معاصر خود، از جمله نمونه‌های پرکار و موافق در سطح کشور بوده‌است.
از جمله موارد دیگری که باعث بروز تنش در روابط مجلس شورا و انجمن اصفهان شد مسئله ورود ظل السلطان-حاکم سابق-به اصفهان و مخالفت جدی مردم و انجمن اصفهانعلی رغم درخواست مؤکد مجلس شورای ملی، با این امر بود.

## روزنامه انجمن مقدس ملی
روزنامه انجمن مقدس ملی اصفهان ۱۵ روز پس از تشکیل انجمن در تاریخ یکشنبه ۲۱ ذیقعده ۱۳۲۴ منتشر گردید و خلاصه مذاکرات اعضای انجمن را منعکس می‌کرد. بیان اصول مشروطیت و نقل وقایع شهری موضوع اصلی مقالات این روزنامه را تشکیل می‌داد.
سراج الدین جبل عاملی موسوی مدیر این روزنامه بوده‌است.
۷۸ شماره دوره اول این روزنامه در روزنامه انجمن مقدس ملی اصفهان به اهتمام محمدعلی چلونگر توسط انتشارات سازمان فرهنگی تفریحی اصفهان در سال ۱۳۸۵ چاپ شده‌است.
نکته ظریفی که در جزئیات تیتر این روزنامه به چشم می خورد؛ تبدیل تاریخ میلادی فرنگی به هجری شمسی است که بدون ذکر نام ماه‌های ایرانی صورت گرفته است. این تغییر را شاید بتوان نوعی واکنش در برابر بیگانگان و ارج نهادن به تقوم ملی ایرانیان دانست که بی تردید ناشی از افزایش روحیه ملیت گرایی بوده است. همین نگرش، وزیر مختار سفارت بریتانیا را بر آن داشت تا در گزارش خود به کشور متبوعش از دو روزنامه اصفهان (انجمن مقدس و جهاداکبر) خبر دهد، به خصوص که بر ضد خارجه سخن می راندند.